# زينفو
زينفو هي شركة دانماركية لتصنيع السيارات السوبر رياضية، تأسست الشركة عام 2004 وصنعت أول سياراتها ST1 عام 2008  وبدأ إنتاج السيارة تجاريا عام 2009 ، وأغلب مكونات السيارة تم استيرادها من دول أخرى.

## وصلات خارجية
- الموقع الرسمي